# Kostel svatého Vavřince (Paříž)
Kostel svatého Vavřince (fr. Église Saint-Laurent) je katolický farní kostel v 10. obvodu v Paříži mezi ulicemi Rue du Faubourg-Saint-Martin, Boulevard de Strasbourg a Boulevard de Magenta. Kostel je od roku 1945 chráněn jako historická památka.

## Historie
První kostel svatého Vavřince zde byl založen již v 6. století společně s klášterem. Stavby se nacházely mimo městské hradby a v roce 885 byly zničeny Normany během obléhání Paříže. Nový farní kostel stejného zasvěcení je zmiňován v roce 1180. Tento kostel byl jako příliš malý zbořen a na počátku 15. století nahrazen větším kostelem – dnešní stavbou ve stylu plaménkové gotiky. Chór byl vysvěcen 14. června 1429.
Ještě v 17. století nebyl kostel dokončen. Chybělo uzavřít loď a postavit průčelí. Při dokončení se nabízela možnost pokračovat v původní gotice nebo použít v té době oblíbený styl klasicismus, který zvítězil. Přesto byla v roce 1655 loď a transept zaklenuty gotickým žebrovím, jehož svorníky jsou datovány 1657 a 1659. Jedná se tak o poslední budovu v Paříži postavenou ve stylu plaménkové gotiky, jeden a půl století po konci 15. století. Tato volba byla pragmatická – jednalo se o způsob, jak se vyhnout zbourání a opětovnému vystavění toho, co již existovalo.

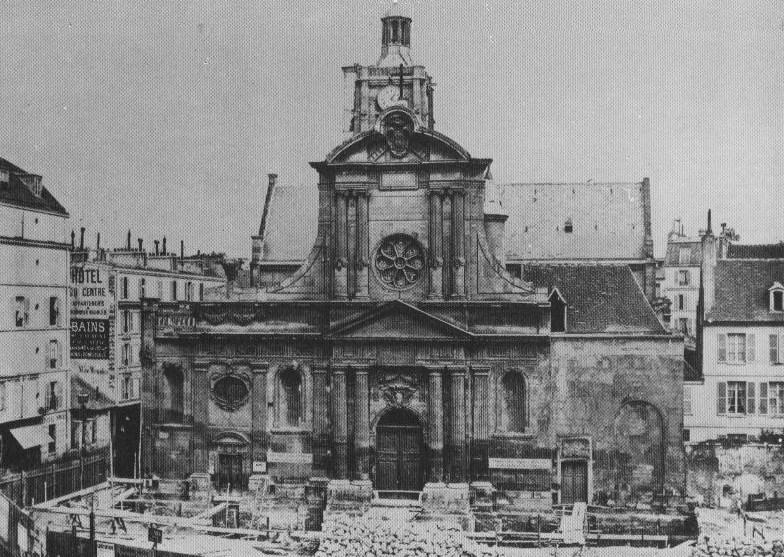
Původní klasicistní fasáda

V roce 1621 byl položen základní kámen průčelí, které bylo vytvořeno v klasicistním stylu obdobně jako kostel svaté Alžběty Uherské nebo kaple Sorbonny.
V roce 1654 pod vedením Antoina Le Pautre byl chór nově vyzdoben. Arkády apsidy byly ozdobeny kamennými korintskými sloupy, frontony a kartušemi. Za oltářem byl vytvořen monumentální oltářní obraz ve tvaru triumfálního oblouku ozdobený basreliéfem (dnes zaniklým). Architekt François Blondel vyzdobil kapli Tří Marií, zničenou v roce 1712 a nahrazenou současnou kaplí Panny Marie.
Kostel byl během Velké francouzské revoluce přeměněn na chrám svazku a věrnosti (Temple de l'Hymen et de la Fidélité).
Během Druhého císařství byly proraženy bulváry Magenta a Strasbourg. Kostel svatého Vavřince musel být zkrácen zvůli vyrovnání bulváru Strasbourg. Proto byla stržena fasáda ze 17. století a v letech 1863-1867 architekt Simon-Claude Constant-Dufeux vytvořil nové novogotické průčelí zdobené plastikami a frontonem.
Varhany vyrobil v roce 1685 François Ducastel se svým synem Hippolytem, v letech 1725-1732 je opravil Nicolas Collar a v roce 1767 je zvětšil a přebudoval François-Henri Clicquot. Znovu upraveny byly Josephem Merklinem v letech 1864-1867. V roce 1942 a 1993 byly restaurovány.